# Division II i ishockey 1961/1962
Division II i ishockey 1961/1962 var näst högsta divisionen i svensk ishockey under säsongen och spelades med 68 lag i åtta grupper, tre lag mer än förra säsongen. Segraren i varje grupp gick vidare till kval för Allsvenskan. De sämsta lagen i varje grupp flyttades ner till Division III.

## Nya lag
- Division II Norra A: Jörns IF och Malmbergets AIF
- Division II Norra B: Alfredshems IK, Skönvik/Sunds IF och Tegs SK
- Division II Östra A: Bonäs IK, Falu BS och IK Huge
- Division II Östra B: Hammarby IF, Mälarhöjdens IK och Tranebergs IF
- Division II Västra A: IFK Lindesberg, IK Westmannia och SK Servia
- Division II Västra B: Deje IK, Grums IK och Karlskoga IF (från Västra A)
- Division II Södra A: Gottfridsbergs IF och Nyköpings AIK
- Division II Södra B: Alvesta SK, Gais, IFK Hälsingborg och Norrby IF

Alfredshem, Gais, Grums och Hammarby hade flyttats ner från Allsvenskan.

## Division II Norra
Grupp A
Gruppen slutade dramtiskt med att Rönnskär segrade på målskillnad. IFK Kiruna mötte i sista matchen jumbolaget Malmberget och behövde vinst för att passera Rönnskär, men en utvisning i slutminuterna gjorde att Malmberget kvitterade och Rönnskär vann därmed gruppen.
| Nr | Lag             | S  | V  | O | F  | GM  | IM  | MS  | P  |
| -- | --------------- | -- | -- | - | -- | --- | --- | --- | -- |
| 1  | Rönnskärs IF    | 16 | 11 | 3 | 2  | 88  | 44  | +44 | 25 |
| 2  | IFK Kiruna      | 16 | 11 | 3 | 2  | 86  | 52  | +34 | 25 |
| 3  | Skellefteå IF   | 16 | 10 | 3 | 3  | 122 | 60  | +62 | 23 |
| 4  | Bodens BK       | 16 | 10 | 1 | 5  | 74  | 59  | +15 | 21 |
| 5  | Kiruna AIF      | 16 | 8  | 0 | 8  | 75  | 63  | +12 | 16 |
| 6  | Clemensnäs IF   | 16 | 7  | 2 | 7  | 70  | 61  | +9  | 16 |
| 7  | Jörns IF        | 16 | 4  | 1 | 11 | 63  | 105 | −42 | 9  |
| 8  | Malmbergets AIF | 16 | 1  | 3 | 12 | 50  | 120 | −70 | 5  |
| 9  | IFK Luleå       | 16 | 2  | 0 | 14 | 50  | 117 | −67 | 4  |

Grupp B
Gruppen dominerades som förväntat av Alfredshems IK (AIK) som endast förlorade en match, nämligen mot tvåan IFK Umeå eller "björklöven" som de kallades i folkmun. Nykomlingarna Skönvik/Sund från Sundsvall överraskade med en stark tredjeplacering. Boston (Östersund) och Älgarna (Härnösand) placerade sig sist och flyttades ner till division III.
| Nr | Lag              | S  | V  | O | F  | GM  | IM  | MS  | P  |
| -- | ---------------- | -- | -- | - | -- | --- | --- | --- | -- |
| 1  | Alfredshems IK   | 16 | 15 | 0 | 1  | 115 | 20  | +95 | 30 |
| 2  | IFK Umeå         | 16 | 13 | 1 | 2  | 101 | 52  | +49 | 27 |
| 3  | Skönvik/Sunds IF | 16 | 10 | 1 | 5  | 70  | 61  | +9  | 21 |
| 4  | Sollefteå IK     | 16 | 8  | 2 | 6  | 77  | 63  | +14 | 18 |
| 5  | IFK Nyland       | 16 | 6  | 0 | 10 | 66  | 89  | −23 | 12 |
| 6  | Tegs SK          | 16 | 4  | 4 | 8  | 43  | 76  | −33 | 12 |
| 7  | Åsele IK         | 16 | 2  | 5 | 9  | 45  | 81  | −36 | 9  |
| 8  | IK Boston        | 16 | 3  | 2 | 11 | 50  | 76  | −26 | 8  |
| 9  | IF Älgarna       | 16 | 3  | 1 | 12 | 56  | 105 | −49 | 7  |

## Division II Östra
Grupp A
Gruppen blev en enkel match för Mora som spelade bättre och bättre vart efter säsongen gick. I slutet av säsongen vann man sina matcher med stora siffror. Marginalen till tvåan Ludvika blev hela åtta poäng och ytterligare ett poäng till lokalkonkurrenten Bonäs. I botten av tabellen placerade sig Sandviken och Huge (Gävle) som flyttades ner till division III.
| Nr | Lag           | S  | V  | O | F  | GM | IM  | MS  | P  |
| -- | ------------- | -- | -- | - | -- | -- | --- | --- | -- |
| 1  | Mora IK       | 14 | 12 | 2 | 0  | 96 | 34  | +62 | 26 |
| 2  | Ludvika FfI   | 14 | 8  | 2 | 4  | 94 | 58  | +36 | 18 |
| 3  | Bonäs IK      | 14 | 8  | 1 | 5  | 76 | 66  | +10 | 17 |
| 4  | Falu BS       | 14 | 7  | 2 | 5  | 59 | 58  | +1  | 16 |
| 5  | IK Warpen     | 14 | 6  | 2 | 6  | 75 | 72  | +3  | 14 |
| 6  | Vansbro AIK   | 14 | 4  | 2 | 8  | 50 | 55  | −5  | 10 |
| 7  | Sandvikens IF | 14 | 4  | 1 | 9  | 44 | 95  | −51 | 9  |
| 8  | IK Huge       | 14 | 1  | 0 | 13 | 44 | 100 | −56 | 2  |

Grupp B
Gruppen vanns av Sundbyberg som spelat bra i flera säsonger men först nu vunnit gruppen. Avgörande blev matchen mot Hammarby den 15 december 1961 där Sundbyberg vann med hela 11–2. Hammarby spelade med ett ungt lag som hade en medelålder runt 20. Det innebar att de ofta saknade spelare p.g.a. militärtjänstgöring och det bidrog till Sundbybergs utklassning av söderlaget. Tredjeplatsen togs av nykomlingen Mälarhöjden. Sist placerade sig Göta och Stocksund som flyttades ner till division III.
| Nr | Lag             | S  | V  | O | F  | GM | IM | MS  | P  |
| -- | --------------- | -- | -- | - | -- | -- | -- | --- | -- |
| 1  | Sundbybergs IK  | 14 | 12 | 1 | 1  | 83 | 34 | +49 | 25 |
| 2  | Hammarby IF     | 14 | 10 | 1 | 3  | 86 | 45 | +41 | 21 |
| 3  | Mälarhöjdens IK | 14 | 9  | 2 | 3  | 54 | 40 | +14 | 20 |
| 4  | Nacka SK        | 14 | 6  | 2 | 6  | 67 | 75 | −8  | 14 |
| 5  | Tranebergs IF   | 14 | 6  | 1 | 7  | 48 | 44 | +4  | 13 |
| 6  | Hagalunds IS    | 14 | 4  | 2 | 8  | 41 | 58 | −17 | 10 |
| 7  | IK Göta         | 14 | 2  | 1 | 11 | 34 | 77 | −43 | 5  |
| 8  | Stocksunds IF   | 14 | 2  | 0 | 12 | 51 | 91 | −40 | 4  |

## Division II Västra
Grupp A
Gruppen vanns i sista omgången av Uppsalalaget Almtuna genom seger mot Fagersta borta. Innan matchen spelades var det Fagersta som låg bäst till och bara behövde oavgjort för seger. I botten på nedflyttningsplats placerade sig Servia (också från Uppsala).
| Nr | Lag            | S  | V  | O | F  | GM | IM  | MS  | P  |
| -- | -------------- | -- | -- | - | -- | -- | --- | --- | -- |
| 1  | Almtuna IS     | 14 | 10 | 1 | 3  | 91 | 40  | +51 | 21 |
| 2  | Surahammars IF | 14 | 10 | 1 | 3  | 73 | 34  | +39 | 21 |
| 3  | Fagersta AIK   | 14 | 10 | 0 | 4  | 65 | 37  | +28 | 20 |
| 4  | IK Westmannia  | 14 | 9  | 1 | 4  | 77 | 55  | +22 | 19 |
| 5  | IFK Arboga     | 14 | 6  | 1 | 7  | 61 | 70  | −9  | 13 |
| 6  | Örebro SK      | 14 | 5  | 2 | 7  | 67 | 53  | +14 | 12 |
| 7  | IFK Lindesberg | 14 | 2  | 0 | 12 | 39 | 113 | −74 | 4  |
| 8  | SK Servia      | 14 | 1  | 0 | 13 | 33 | 104 | −71 | 2  |

Grupp B
Innan gruppspelet startade i december var förväntningarna höga på gruppen som fått t.o.m. namnet "lilla allsvenskan". Tre Värmlandslag – Färjestad, Viking och Grums – förväntades göra upp om segern. Grums och Viking (Hagfors) toppade också gruppen i en tät kamp där Grums gick vinnande ur striden. För Färjestad (Karlstad) höll inte tipsen och de slutade på en femteplats. Till säsongen hade Mariestad skaffat konstfrusen rink, men som enda västgötalag i en grupp full av Värmlandslag höll det ändå inte. Laget slutade näst sist ett poäng före Deje och ett poäng efter Karlskoga.
| Nr | Lag           | S  | V  | O | F  | GM | IM | MS  | P  |
| -- | ------------- | -- | -- | - | -- | -- | -- | --- | -- |
| 1  | Grums IK      | 14 | 12 | 1 | 1  | 73 | 31 | +42 | 25 |
| 2  | IK Viking     | 14 | 11 | 2 | 1  | 73 | 34 | +39 | 24 |
| 3  | IFK Munkfors  | 14 | 7  | 0 | 7  | 58 | 48 | +10 | 14 |
| 4  | IFK Sunne     | 14 | 6  | 1 | 7  | 37 | 58 | −21 | 13 |
| 5  | Färjestads BK | 14 | 5  | 2 | 7  | 53 | 62 | −9  | 12 |
| 6  | Karlskoga IF  | 14 | 4  | 1 | 9  | 49 | 66 | −17 | 9  |
| 7  | Mariestads CK | 14 | 4  | 0 | 10 | 39 | 61 | −22 | 8  |
| 8  | Deje IK       | 14 | 3  | 1 | 10 | 51 | 73 | −22 | 7  |

## Division II Södra
Grupp A
Gruppen vanns av IFK Norrköping som tidigare vunnit 1947, 1950 och 1955. De två senaste gångerna hade man dessutom kvalificerat sig för Allsvenskan. Tvåa placerade sig överraskande Nyköpings AIK. Sist kom Gottfridsberg (Linköping) och Boxholm som båda flyttades ner till division III.
| Nr | Lag               | S  | V  | O | F  | GM | IM  | MS  | P  |
| -- | ----------------- | -- | -- | - | -- | -- | --- | --- | -- |
| 1  | IFK Norrköping    | 14 | 12 | 0 | 2  | 67 | 23  | +44 | 24 |
| 2  | Nyköpings AIK     | 14 | 11 | 0 | 3  | 65 | 28  | +37 | 22 |
| 3  | IK Sleipner       | 14 | 8  | 2 | 4  | 55 | 33  | +22 | 18 |
| 4  | BK Kenty          | 14 | 8  | 1 | 5  | 60 | 42  | +18 | 17 |
| 5  | BK Remo           | 14 | 7  | 1 | 6  | 58 | 51  | +7  | 15 |
| 6  | Nyköpings SK      | 14 | 5  | 1 | 8  | 50 | 48  | +2  | 11 |
| 7  | Gottfridsbergs IF | 14 | 1  | 1 | 12 | 40 | 82  | −42 | 3  |
| 8  | Boxholms IF       | 14 | 1  | 0 | 13 | 28 | 116 | −88 | 2  |

Grupp B
I centrum för  Södra B stod matchen Taberg–Öster som spelades den 17 november och som Taberg först vann med 4–2. Men det var inte slut där. I mitten av andra perioden hade Tabergs kanadensare Kenny Booth blivit utvisad 5+10 minuter vid ställningen 2–2 medan machen fortfarande stod och vägde. Ett missförstånd gjorde att Booth släpptes in på rinken fem minuter för tidigt. Trots att utvisningen inte innebar att Taberg var i numerärt underläge ansåg Öster att felet var allvarligt och lämnade in en protest. Smålands ishockeyförbund avslog protesten, men den gick vidare till Svenska Ishockeyförbundet som när det endast återstod tre omgångar beslutade att matchen skulle spelas om. Före beslutet hade Öster legat två poäng efter Taberg. Beslutet innebar att lagen stod på samma poäng och att Öster gick upp i ledning med ett måls bättre målskillnad. Målskillnaden bättrade man dessutom på genom storseger mot Hälsingborg med 24–2. Inför 5 000 åskådare i Rosenlundshallen gick Öster upp till ledning med 9–4 i tredje perioden då Taberg började reducera och nådde 9–8 innan slutsignalen gick. Öster säkrade sedan gruppsegern genom att besegra Troja i nästa match. Sist i gruppen placerade sig Hälsingborg och Växjö IK som båda flyttades ner till division III.
| Nr | Lag             | S  | V  | O | F  | GM  | IM  | MS  | P  |
| -- | --------------- | -- | -- | - | -- | --- | --- | --- | -- |
| 1  | Östers IF       | 18 | 17 | 0 | 1  | 134 | 55  | +79 | 34 |
| 2  | Tabergs SK      | 18 | 14 | 2 | 2  | 111 | 69  | +42 | 30 |
| 3  | Husqvarna IF    | 18 | 12 | 2 | 4  | 104 | 60  | +44 | 26 |
| 4  | IF Troja        | 18 | 10 | 2 | 6  | 91  | 71  | +20 | 22 |
| 5  | Malmö FF        | 18 | 9  | 0 | 9  | 86  | 75  | +11 | 18 |
| 6  | Norrby IF       | 18 | 7  | 1 | 10 | 83  | 88  | −5  | 15 |
| 7  | Gais            | 18 | 6  | 3 | 9  | 73  | 84  | −11 | 15 |
| 8  | Alvesta SK      | 18 | 4  | 1 | 13 | 59  | 108 | −49 | 9  |
| 9  | IFK Hälsingborg | 18 | 3  | 2 | 13 | 66  | 136 | −70 | 8  |
| 10 | Växjö IK        | 18 | 0  | 3 | 15 | 46  | 112 | −66 | 3  |

## Kval till Division I
Alfredshem, Almtuna, Grums och Mora tog platserna till Allsvenskan. Uppsalalaget Almtuna för första gången medan Mora spelat nio säsonger i högsta divisionen sedan debuten 1945.
| Nr | Lag            | S | V | O | F | GM | IM | MS  | P  |
| -- | -------------- | - | - | - | - | -- | -- | --- | -- |
| 1  | Mora IK        | 6 | 5 | 0 | 1 | 34 | 20 | +14 | 10 |
| 2  | Alfredshems IK | 6 | 3 | 1 | 2 | 29 | 20 | +9  | 7  |
| 3  | Rönnskärs IF   | 6 | 3 | 0 | 3 | 21 | 29 | −8  | 6  |
| 4  | Sundbyberg IK  | 6 | 0 | 1 | 5 | 17 | 32 | −15 | 1  |

| Nr | Lag            | S | V | O | F | GM | IM | MS  | P |
| -- | -------------- | - | - | - | - | -- | -- | --- | - |
| 1  | Grums IK       | 6 | 4 | 0 | 2 | 29 | 19 | +10 | 8 |
| 2  | Almtuna IS     | 6 | 3 | 1 | 2 | 28 | 23 | +5  | 7 |
| 3  | Östers IF      | 6 | 2 | 1 | 3 | 29 | 42 | −13 | 5 |
| 4  | IFK Norrköping | 6 | 2 | 0 | 4 | 22 | 24 | −2  | 4 |